# Вилла-Сан-Секондо
Вилла-Сан-Секондо (итал. Villa San Secondo) — коммуна в Италии, располагается в регионе Пьемонт, в провинции Асти.
Население составляет 396 человек (2008 г.), плотность населения составляет 66 чел./км². Занимает площадь 6 км². Почтовый индекс — 14020. Телефонный код — 0141.
Покровителями коммуны почитаются Пресвятая Богородица (Madonna delle Grazie), празднование в последнее воскресение сентября, и святой апостол Пётр, празднование 29 июня.

## Демография
Динамика населения:

## Администрация коммуны
- Официальный сайт: http://www.comune.villasansecondo.at.it